# Steppenrache
Steppenrache (Originaltitel: Vendetta en Camargue) ist ein französischer dramatischer Abenteuerfilm der Films Neptune mit Westernelementen, den Jean Devaivre 1950 in Schwarz-Weiß gedreht hat. Deutschsprachige Erstaufführung war am 29. November 1950.

## Handlung
Huguette arbeitet als Kunstreiterin beim Zirkus; nach dem Tod der Eltern erbt sie deren Bauernhof in der Camargue. Die auf Stierzucht spezialisierten Mitarbeiter schließen sie bald ins Herz, Fredé verliebt sich in sie. Nur der übelmeindende Verwalter kann sie nicht leiden, da sie sein einträgliches Geschäft des Stierdiebstahls, den er zusammen mit einigen Zigeunern, zu denen auch seine Verlobte gehört, pflegt, zunichtezumachen droht. Die Bande kann Huguette gefangensetzen und bindet sie auf einen Stier, während das Anwesen in Brand gesetzt wird. In letzter Sekunde kann Fredé rettend eingreifen.

## Kritik
Das Lexikon des internationalen Films urteilte vernichtend, der Film sei „alberner Klamauk auf dem Niveau eines Groschenromans.“